# Leesraam

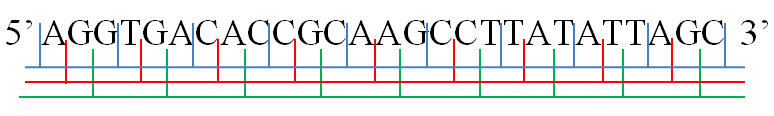
Een voorbeeld van de drie mogelijke leesramen van een streng:
AGG·TGA·CAC·CGC·AAG·CCT·TAT·ATT·AGC
A·GGT·GAC·ACC·GCA·AGC·CTT·ATA·TTA·GC
AG·GTG·ACA·CCG·CAA·GCC·TTA·TAT·TAG·C

In de moleculaire biologie is een leesraam een manier om de nucleotidenvolgorde in een DNA- of RNA-molecuul op te delen in opeenvolgende, niet-overlappende triplets (groepjes van drie). Wanneer deze triplets bij de translatie een aminozuur opleveren, worden ze codons genoemd.
Een nucleïnezuurketen heeft altijd twee verschillende uiteinden, een 3'-eind en een 5'-eind. Deze uiteinden bepalen de leesrichting van de streng: DNA wordt bijvoorbeeld altijd in de 5'→3'-richting weergegeven, omdat dit de richting is waarin de DNA-streng wordt gesynthetiseerd. In de 5'→3'-richting zijn er drie mogelijke leesramen, omdat elk leesraam kan beginnen bij een verschillend nucleotide van het triplet. In dubbelstrengs DNA, waarin twee nucleotideketens voorkomen, zijn er dus zes mogelijke leesramen te onderscheiden.
In het algemeen is slechts één leesraam in een gegeven stuk DNA biologisch relevant en bevat een genetische boodschap. Dit stuk – dat vaak met ATG begint — kan afgelezen worden tijdens de transcriptie en noemt men een open leesraam. In zeer compacte genomen, zoals bij virussen, kunnen soms meerdere, overlappende leesramen voorkomen. Er is één voorbeeld bekend van een overlappend leesraam in mitochondriaal DNA van zoogdieren: het coderende gedeelte van de genen die coderen voor twee subunits van ATPase overlappen met elkaar.

## Open leesraam
Een open leesraam of open reading frame is een leesraam dat de mogelijkheid heeft om overgeschreven te worden naar RNA en in eiwit te worden vertaald. Een open leesraam is een continue DNA-sequentie die begint met een startcodon, gevolgd door een gedeelte dat een lengte heeft die een veelvoud is van 3 nucleotiden, en loopt tot een stopcodon in hetzelfde leesraam. Alleen een correct open leesraam kan overeenkomen met een bepaald functioneel eiwitmolecuul.
Een stuk DNA kan, in principe, voor zes verschillende eiwitproducten coderen: beide strengen kunnen immers in drie mogelijke leesramen worden overgeschreven naar RNA. Een willekeurige nucleotidesequentie, gelezen in een bepaald leesraam, zal gemiddeld ongeveer iedere twintig nucleotiden een stopcodon bevatten. Eiwitcoderende genen bevatten vaak veel langere gedeeltes waarin geen stopcodon voorkomt (vaak honderden nucleotiden) — dit gegeven kan gebruikt worden bij het opsporen van genen in onbekende (niet-geannoteerde) genomen.

### Overlappende open leesramen

Het leesraam van twee deels overlappende genen in het mitochondriaal DNA. Het gen ATP8 (rood) wordt gelezen vanaf de +1 base, en stopt bij het stopcodon TAG (rode stip). Een ander gen, ATP6 (blauw), begint bij base +3. Dit is dus een ander leesraam, en leidt tot een totaal ander eiwitproduct.

Het kan mogelijk zijn dat de open leesramen van stuk DNA gedeeltelijk overlappen. Hierdoor kunnen er dus meerdere genen op dezelfde plaats in het DNA voorkomen. Dit is een algemeen verschijnsel in virale, prokaryote en mitochondriale genomen. In kleine virussen, zoals het hepatitis B-virus, komen veel van dit soort overlappende leesramen voor.
In zeldzame gevallen kan een ribosoom van het ene leesraam naar het andere leesraam verschuiven tijdens de translatie van mRNA (translational frameshifting). Dit zorgt ervoor dat het eerste deel van het mRNA in het ene leesraam wordt vertaald, en het laatste deel in een ander leessraam. Dit fenomeen verschilt van een frameshiftmutatie, aangezien de nucleotidesequentie (DNA of RNA) niet wordt gewijzigd, alleen het frame waarin deze wordt gelezen.